# Hello Zepp
Pour les articles homonymes, voir Hello.
Hello Zepp est une chanson composée par Charlie Clouser pour le film Saw, mais elle a été aussi utilisée dans les autres films de la série.

## Base et appellation
Quand la chanson a été d'abord composée, James Wan, le réalisateur de Saw, avait demandé à Charlie de produire une chanson obsédante et dramatique que James a voulu utiliser pour le tournant principal du premier film, où l'identité du Tueur au Puzzle (Jigsaw) est finalement révélée.
La chanson a été donc utilisée dans le premier film et a été nommée après la cassette de Zepp Hindle, une des victimes du Tueur au Puzzle. Elle apparait tout à la fin de Saw, quand Adam se retrouve emprisonné à vie lorsque Jigsaw se relève.

## Utilisation

### Saw
La chanson a été jouée à la fin du film quand Adam Stanheight a commencé à jouer la bande de Zepp, dont ses premiers mots étaient "Hello Mr. Hindle, or as they call you around the hospital ...Zepp."
(Traduction possible : "Bonjour M. Hindle, ou comme on t'appelle à l'hôpital... Zepp.").

### Saw 2
La chanson apparaît en réalité deux fois dans Saw 2 :
- La première fois, elle apparait, quand Xavier, dans la salle de bain du premier film, commence à couper la peau de son cou pour trouver le code de la combinaison au coffre-fort, dans lequel il y a l'antidote au poison avec lequel il a été empoisonné.
- La deuxième fois, elle apparait quand Amanda Young révèle au Détective Eric Matthews qu'elle est devenue l'apprenti du Tueur au Puzzle. La chanson se prénomme Hello Eric car elle présente une différence avec Hello Zepp.

### Saw 3
Dans Saw 3 la musique n'est jouée qu'une seule fois, quand Jeff Reinhart coupe la gorge du Tueur au Puzzle avec une scie électrique.

Bien que Hello Zepp ait été seulement jouée une seule fois pendant le film, une version remixée
appelée The Shithole Theme est jouée pendant le flashback de la fameuse salle de bain du film Saw.

### Saw 4
La musique est jouée dans Saw 4 à 2 reprises : La première fois au début du film lorsque l'inspecteur Hoffmann découvre la cassette et la 2e fois lors du Twist final.

### Saw 3D
Dans le film Saw 3D, la musique est jouée 2 fois. La première fois lors de la mort de la femme de Jigsaw et la 2e fois lors de la révélation finale.

### Déjà Vu
Le thème a été aussi utilisé dans la bande d'annonce du film Déjà Vu qui est sorti en salle le 22 novembre 2006.

### The Box
Le thème est utilisé dans la bande-annonce.

### Vol 93
Le thème dans le film Vol 93 pendant le crash de l'appareil.

### Walkyrie
Le thème est utilisé pour la bande annonce du film Walkyrie. 

### Super Nanny
Le thème est utilisé dans l'épisode avec Marwa, 6 ans, peu après la 13e minute, au parc.

### Autre
Aujourd'hui, Hello Zepp est utilisé dans plusieurs divertissements de la télévision (comme Accès Privé sur M6, Secret Story sur TF1, ou encore Dilemme sur W9) pour montrer l'inquiétude du moment ou de l'événement présenté.
Elle aura notamment été utilisé dans le Web-comic Homestuck, lors d'une révélation finale concernant une inquiétante poupée. 
La musique a aussi été utilisée dans la machinima Tales of the Past 3, inspirée du MMORPG World of Warcraft. On peut l'entendre au moment de l’apparition du Roi Liche. 